# Romolo Ferri
Romolo Ferri (Milán, 23 de noviembre de 1928 - Trento, 13 de mayo de 2015) fue un piloto de motociclismo italiano, que compitió en el Campeonato del Mundo de Motociclismo entre 1950 y 1964.

## Biografía
Hizo su debut en 1948 con una MV Agusta, compitiendo con motocicletas Cascina Costa hasta la primavera de 1950 cuando aceptó la oferta de Innocenti. Para el fabricante milanés, junto con Nello Pagani, corrió con una V-twin 250 montado en la parte delantera. Posteriormente, corrió con FB Mondial y Moto Guzzi, obteniendo sus primeros puntos en el Mundial. Su primer resultado se remonta al GP de las Naciones de 1951 en 125cc donde consiguió el segundo lugar, que repitió en GP de las Naciones de 1954 en 250cc y GP de España de 1955 en 125.
En 1956, aceptó la oferta de Gilera para correr en 125 con la nuevo bicilíndrica de la empresa de Arcore, cosniguiendo dos victorias en Monza y el GP de Alemania de 125cc de 1956. Esa fue también la temporada en la que obtuvo la mejor posición en la clasificación final con el segundo lugar por detrás de Carlo Ubbiali. Con la retirada de la empresa Arcore, Ferri fue contratado por Ducati en 1958. En las tres primeras carreras de la temporada fue segundo dos veces, pero en GP de Alemania fue víctima de un accidente que lo obligó a una larga inactividad. Su última presencia en las carreras mundiales tuvo lugar en 1964 con motivo del GP de Naciones donde terminó noveno en 125.
También es recordado por récords de velocidad en varias clases y distancias, alcanzado por primera vez en 1951] montando una Lambretta y posteriormente en 1957 a bordo de un Gilera.

## Resultados en el Campeonato del Mundo
Sistema de puntuación desde 1950 hasta 1968:
| Posición | 1.º | 2.º | 3.º | 4.º | 5.º | 6.º |
| Puntos   | 8   | 6   | 4   | 3   | 2   | 1   |

### Carreras por año
(Carreras en Negrita indica pole position, Carreras en cursiva indica vuelta rápida)
| Año  | Clase | Moto       | 1       | 2     | 3       | 4       | 5       | 6       | 7     | 8       | 9     | 10    | 11    | Pts. | Pos. |
| ---- | ----- | ---------- | ------- | ----- | ------- | ------- | ------- | ------- | ----- | ------- | ----- | ----- | ----- | ---- | ---- |
| 1950 | 125cc | Morini     | NED -   |       | NAT 7   |         |         |         |       |         |       |       |       | 0    | -    |
| 1951 | 125cc | FB Mondial | ESP -   | IOM - | NED -   | ULS -   | NAT 2   |         |       |         |       |       |       | 6    | 7.º  |
| 1952 | 125cc | Morini     | IOM -   | NED - | GER Ret | ULS -   | NAT Ret | ESP 4   |       |         |       |       |       | 3    | 12.º |
| 1954 | 125cc | FB Mondial |         | IOM - | ULS -   | BEL -   | NED -   | GER -   | SUI - | NAT Ret | ESP - |       |       | 0    | -    |
| 1954 | 250cc | Moto Guzzi | FRA -   | IOM - | ULS -   | BEL -   | NED -   | GER -   | SUI - | NAT 2   |       |       |       | 6    | 7.º  |
| 1955 | 125cc | MV Agusta  | ESP 2   | FRA 6 | IOM Ret | GER -   | NED -   |         | NAT - |         |       |       |       | 7    | 6.º  |
| 1956 | 125cc | MV Agusta  | IOM -   | NED - | BEL Ret | GER 1   | ULS 2   | NAT Ret |       |         |       |       |       | 14   | 2.º  |
| 1957 | 125cc | Gilera     | GER Ret | IOM - | NED -   | BEL Ret | ULS -   | NAT -   |       |         |       |       |       | 0    | -    |
| 1958 | 125cc | Ducati     | IOM 2   | NED 9 | BEL 2   | GER Ret | SWE Ret | ULS -   | NAT - |         |       |       |       | 12   | 6.º  |
| 1964 | 125cc | EMC        | USA -   | ESP - | FRA -   | IOM -   | NED -   | BEL -   | RFA - | RDA -   | ULS - | FIN - | NAT 9 | 0    | -    |